# Offener Prozess

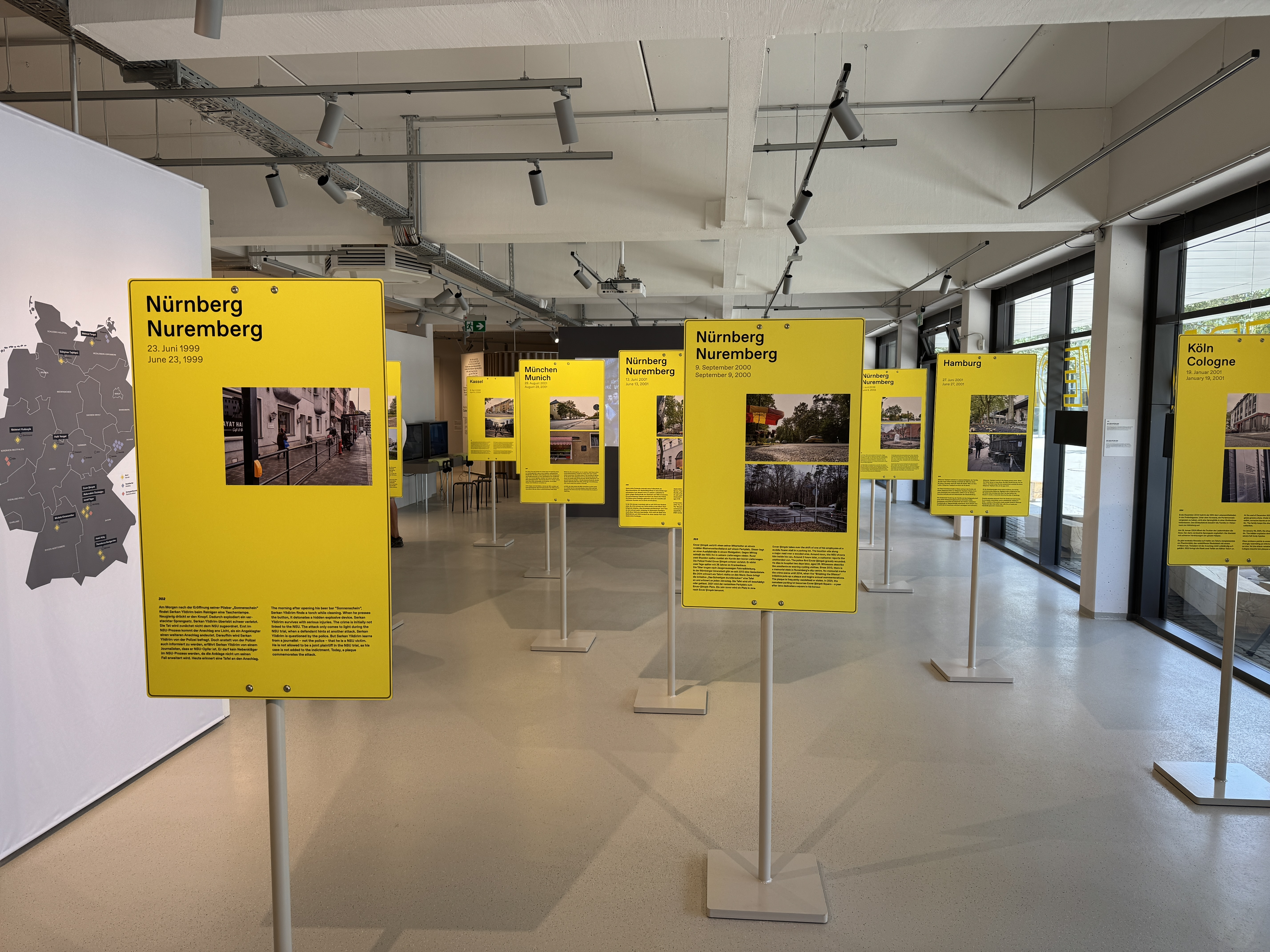
Ausstellung im NSU-Dokumentationszentrum Chemnitz

Offener Prozess – Ein Dokumentationszentrum zum NSU-Komplex ist ein Erinnerungs-, Bildungs- und Lernort in Chemnitz. Er wurde am 25. Mai 2025 eröffnet und ist das erste Dokumentationszentrum in Deutschland, das sich systematisch mit dem rechtsterroristischen Netzwerk Nationalsozialistischer Untergrund (NSU), seinem Unterstützungsumfeld sowie den institutionellen und gesellschaftlichen Reaktionen auseinandersetzt. Der Schwerpunkt liegt auf den Perspektiven der Betroffenen rassistischer Gewalt. Das Zentrum versteht sich als bundesweites Modellprojekt und interdisziplinärer Ort der Aufarbeitung, Forschung und Vermittlung.

## Vorgeschichte und Entstehung des Dokumentationszentrums
Bereits kurz nach der Selbstenttarnung des NSU im November 2011 entstand in Sachsen eine breite zivilgesellschaftliche Aufarbeitungsbewegung. Frühzeitig machten Gruppen wie die Grass Lifter und Sternendekorateure mit künstlerischen Protesten auf das Versäumnis öffentlicher Gedenkkultur aufmerksam. Mit Veranstaltungen wie den „Novembertagen“ des Alter Gasometer e.V. in Zwickau oder dem Tribunal „NSU-Komplex auflösen“ (2019) in Chemnitz und Zwickau wurde die gesellschaftliche Debatte weitergetragen.
2016 wurde anlässlich des fünften Jahrestages der Selbstenttarnung das Theatertreffen „Unentdeckte Nachbarn“ durchgeführt. Bei der zehntägigen Veranstaltung (1.–11. November) wurden in zwei sächsischen Städten (Chemnitz und Zwickau) sowie in sieben weiteren Städten – darunter Bautzen, Jena, Hamburg, Nürnberg Produktionen gezeigt. Zentral war dabei das Theaterstück „Offener Prozess“, inszeniert von Laura Linnenbaum, als Theaterübergreifende, szenische Installation der Prozessprotokolle des NSU-Prozess in München. Darauf aufbauend entstand ab 2018 das Projekt Offener Prozess, gefördert durch das Landesprogramm Weltoffenes Sachsen und umgesetzt vom ASA-FF e.V. Die daraus hervorgegangene Wanderausstellung tourte 2021–2024 durch Städte wie Jena, Zwickau, Dresden, Berlin und Brüssel. Sie rückte die Biografien der Opfer, die Kontinuität rechter Gewalt und das behördliche Versagen in den Fokus. Kuratiert wurde sie von Ayşe Güleç und Fritz Laszlo Weber, unterstützt durch Künstler wie Forensic Architecture, mit der Arbeit The Murder Of Halit Yozgat, Harun Farocki und Hito Steyerl.
Die Idee eines festen Dokumentationszentrums wurde ab 2021 durch Initiativen wie RAA Sachsen und ASA-FF vorangetrieben. Eine erste Machbarkeitsstudie entstand 2023 durch mit finanzieller Förderung des Freistaates Sachsen. Anschließend erarbeitete die Bundeszentrale für politische Bildung (bpb) eine bundesweite Bedarfsanalyse, die 2024 veröffentlicht wurde und Chemnitz als geeigneten Standort im Rahmen eines Mehrstandortekonzeptes empfahl. Die zentrale Rolle Sachsens im NSU-Komplex sowie die gewachsene Erinnerungskultur vor Ort wurden dabei als ausschlaggebend genannt.

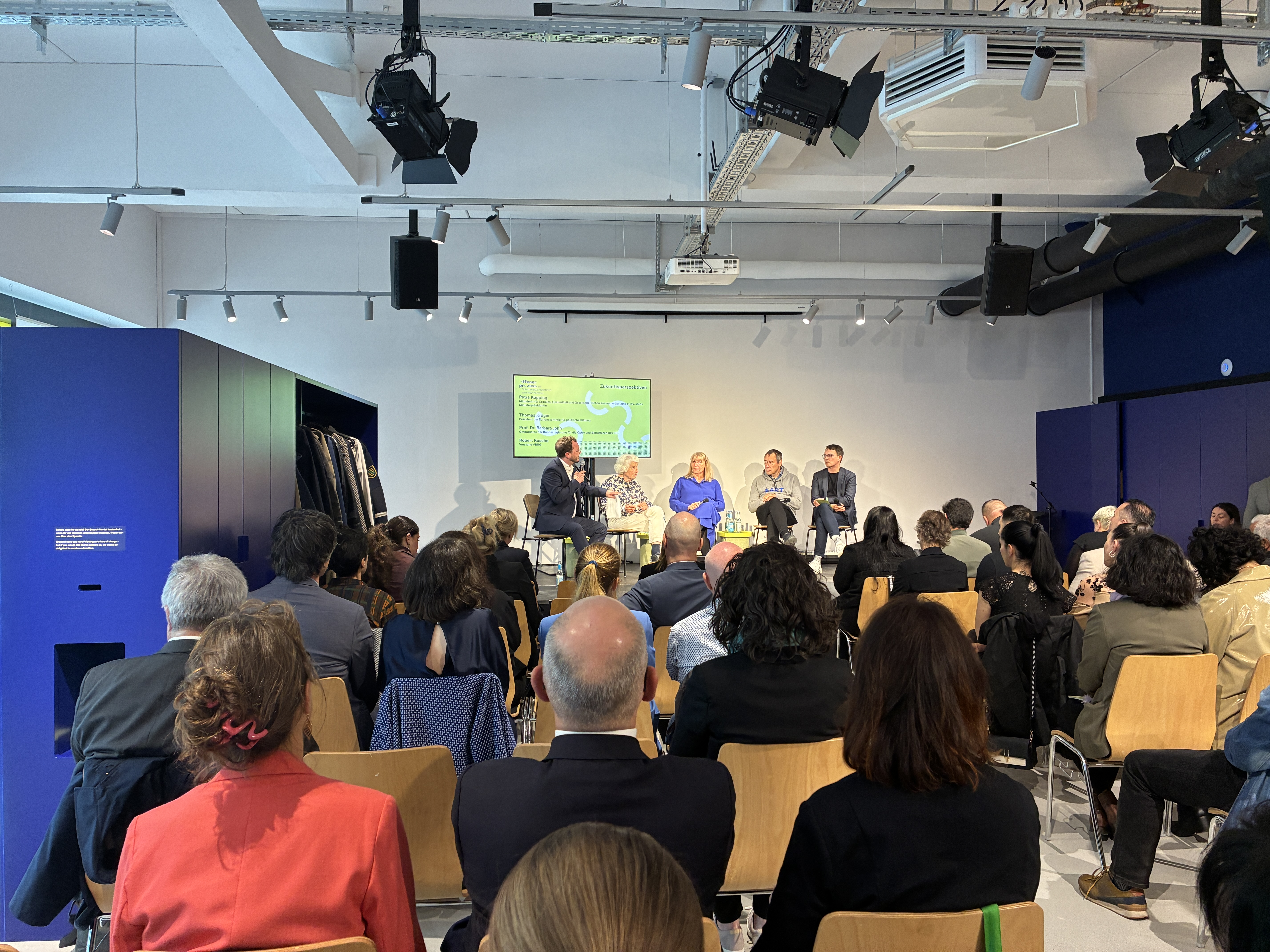
Bild vom Eröffnungspanel des ersten Dokumentationszentrums zum NSU-Komplex am 25. Mai 2025 in Chemnitz mit Barbara John, Petra Köpping und Thomas Krüger

Mit der Eröffnung am 25. Mai 2025 ging das Zentrum als „Offener Prozess – Ein Dokumentationszentrum zum NSU-Komplex“ in einen ersten öffentlichen Betrieb über. Der Standort in der Chemnitzer Innenstadt (Johannisplatz 8) wurde bewusst gewählt, um das Thema präsent im Stadtraum zu verankern. Die Entwicklung des Zentrums ist Teil des Programms der Kulturhauptstadt Europas Chemnitz 2025. Laut Medienberichten wird das Angebot angenommen, so besuchten seit der Eröffnung innerhalb von einem Monat mehr als 3000 Personen das Dokumentationszentrum.
Unter den Betroffenen war der Standort Chemnitz am Beginn umstritten. Dies liegt daran, dass bis heute Unterstützer aus dem NSU-Umfeld in der neonazistischen Szene und in der Stadtpolitik aktiv sind. Diese Bedenken wurden bei der Entwicklung des Dokumentationszentrums berücksichtigt. Die Forderung, dass das Dokumentationszentrum in Chemnitz und Südwestsachsen insbesondere die Betroffenenperspektive sichtbar macht, wurde umgesetzt. Bei der Eröffnung waren zahlreiche Angehörige vor Ort, die das Zentrum schließlich gemeinsam eröffneten. Die Frankfurter Rundschau schrieb über die Eröffnung: Gamze Kubaşık, die Tochter des 2006 in Dortmund ermordeten Mehmet Kubasik, bezeichnete die Eröffnung des Dokumentationszentrums als „kraftvolles, aber auch widersprüchliches Zeichen“. Chemnitz sei „nicht irgendein Ort“. Hier habe sich der NSU bewegt und versteckt, sagte Kubasik. „Die Aufarbeitung des NSU-Komplexes ist deshalb eine Frage der gesellschaftlichen Verantwortung.“ Das Chemnitzer Dokumentationszentrum sei daher „längst überfällig“.

## Trägerschaft und Förderung
Das Zentrum wird derzeit von einem zivilgesellschaftlichen Konsortium getragen, bestehend aus:
- ASA-FF e.V. (Freundinnen und Förderkreis Arbeits- und Studienaufenthalte in Afrika, Asien und Lateinamerika)
- Initiative Offene Gesellschaft e.V. (Berlin)[15]
- RAA Sachsen e.V. (Regionale Arbeitsstellen für Bildung, Integration und Demokratie)

Die Förderung erfolgt durch den Freistaat Sachsen, Sächsisches Staatsministerium für Soziales, Gesundheit und Gesellschaftlichen Zusammenhalt, sowie durch den Beauftragten der Bundesregierung für Kultur und Medien (BKM). Insgesamt stehen für die Pilotphase 2024/25 Fördermittel in Höhe von rund 4 Millionen Euro zur Verfügung.

## Ziele und Inhalte
Ziel des Zentrums ist es, den NSU-Komplex aus Betroffenenperspektive aufzuarbeiten, institutionelles Versagen zu dokumentieren und gesellschaftliche Auseinandersetzung anzuregen. Es versteht sich als interdisziplinärer Lern-, Gedenk- und Forschungsort mit bundesweiter Bedeutung.
Zu den zentralen Bestandteilen zählen:
- Dauerausstellung „Offener Prozess“
- Archive und Dokumentationen
- Bildungsprogramme und Workshops
- Diskussionsformate und Veranstaltungen
- „Critical Walks“ im Stadtraum
- Versammlungsort („Assembly“) für Betroffene und Initiativen

Das Zentrum arbeitet mit Schulen, Hochschulen, Kultureinrichtungen und zivilgesellschaftlichen Netzwerken zusammen.

## Rezeption
Die Einrichtung des Dokumentationszentrums wurde von Medien, Politik und Zivilgesellschaft breit begrüßt. Die ehemalige sächsische Justizministerin Katja Meier sagte, dass „Chemnitz auf einem sehr guten Weg [ist], ein europäischer Lernort zum NSU-Komplex zu werden“. Die damalige Kulturstaatsministerin Claudia Roth erwartete, dass das Zentrum „Erfahrungen und Erkenntnisse, die hier in Chemnitz im Rahmen des Pilotvorhabens gewonnen werden, eine große Bedeutung“ für andere Standorte hat. Auch Initiativen wie NSU-Watch, Betroffenenverbände und Bildungsträger lobten die partizipative Entwicklung und die Signalwirkung über Sachsen hinaus.